# Cephalotrichum purpureofuscum
Cephalotrichum purpureofuscum är en svampart som först beskrevs av Ludwig David von Schweinitz, och fick sitt nu gällande namn av S. Hughes 1958. Cephalotrichum purpureofuscum ingår i släktet Cephalotrichum och familjen Microascaceae.   Inga underarter finns listade i Catalogue of Life.